# Centros de datos ecológicos
Un centro de datos ecológico es una instalación diseñada para optimizar el consumo energético y minimizar el impacto ambiental asociado a la creciente demanda de servicios digitales. Estos centros emplean fuentes de energía renovable, tecnologías avanzadas y sistemas de refrigeración que optimizan la eficiencia durante todo su ciclo de vida.

## Características Principales
Los centros de datos ecológicos presentan características específicas orientadas a reducir su impacto ambiental:
- Eficiencia energética: Incorporan equipos y sistemas que optimizan el consumo de energía, como el enfriamiento mediante aire exterior, que disminuye la dependencia de sistemas mecánicos.
- Energías renovables: Utilizan fuentes de energía como la solar, eólica o, en algunos casos, nuclear para el suministro eléctrico.
- Reutilización del calor residual: Aprovechan el calor generado por los servidores para calefacción o aplicaciones industriales cercanas.
- Diseño sostenible: Incorporan materiales con menor impacto ambiental y gestionan los residuos según criterios de sostenibilidad.

## Métricas de Sostenibilidad
Se utilizan diversas métricas para medir la sostenibilidad y eficiencia de los centros de datos:

### Eficiencia en el Uso de Energía (PUE)
Mide la relación entre la energía total consumida y la utilizada exclusivamente por los equipos de TI. Un PUE cercano a 1 indica mayor eficiencia energética.

### Eficiencia en el Uso del Carbono (CUE)
La Eficiencia en el Uso del Carbono (Carbon Usage Effectiveness, CUE) mide la relación entre las emisiones totales de dióxido de carbono (CO₂) generadas por un centro de datos y el consumo energético específico de los equipos de TI. Un valor bajo de CUE indica un menor impacto ambiental y una mayor sostenibilidad en la operación del centro de datos.

### Eficiencia en el Uso del Agua (WUE)
Mide la cantidad de agua utilizada para la refrigeración de los activos de TI, ayudando a gestionar el consumo hídrico en la operación.

### Energy Reuse Effectiveness (ERE)
Evalúa la capacidad de redirigir la energía desperdiciada, como el calor residual de los servidores, para otros usos, como calefacción en edificios cercanos.

## Certificaciones Internacionales
Para validar las prácticas sostenibles, los centros de datos pueden obtener certificaciones como:

### LEED (Leadership in Energy and Environmental Design)
Otorgada por el Consejo de Construcción Verde de Estados Unidos, evalúa el diseño y uso eficiente de recursos en los edificios. Los niveles de certificación incluyen plata, oro y platino. 

### Energy Star
Programa gestionado por la Agencia de Protección Ambiental de Estados Unidos (EPA) que certifica instalaciones y equipos con alta eficiencia energética.

## Tecnologías Utilizadas
Los centros de datos ecológicos emplean una variedad de tecnologías diseñadas para mejorar su eficiencia:

### Servidores de Bajo Consumo
Equipos diseñados para maximizar el rendimiento minimizando el consumo energético y la generación de calor. 

### Centros de Datos Modulares
Unidades prefabricadas optimizadas para su rápida implementación y eficiencia energética. Permiten una expansión escalable en función de las necesidades de las organizaciones.

### Enfriamiento por Aire Exterior
Técnica que utiliza aire exterior para refrigerar los equipos, reduciendo el uso de sistemas mecánicos de enfriamiento, particularmente utilizada en climas donde las temperaturas exteriores permiten su implementación sin sistemas mecánicos adicionales.

### Contención de Pasillos Fríos y Calientes
Estrategia que separa los flujos de aire frío y caliente dentro de los centros de datos, mejorando la eficiencia de los sistemas de refrigeración.

### Humidificación Ultrasónica
Utiliza ondas ultrasónicas para controlar los niveles de humedad, optimiza el consumo energético respecto a sistemas tradicionales y minimiza la acumulación de electricidad estática..

### Enfriamiento Evaporativo
Sistema que enfría el aire mediante la evaporación del agua, frecuentemente empleada en regiones con climas secos debido a la baja humedad ambiental.

### Energía Nuclear
Se han planteado reactores nucleares modulares como opción para satisfacer la demanda energética de los centros de datos. 

### Corriente Continua (CC)
La operación en corriente continua elimina conversiones de energía innecesarias, incrementa la eficiencia energética y permite una integración directa de fuentes renovables como paneles solares. 